# 莫斯科保衛戰 (電影)
《莫斯科保卫战》，是一齣1985年的蘇聯電影；電影分為兩部分，以戲劇的形式呈現1941年莫斯科戰役和戰前所發生的事件。該電影是蘇聯、東德、捷克斯洛伐克和越南的合拍片，劇本為導演尤里·奧澤羅夫所撰，在盟軍戰勝納粹德國40週年、勝利日成為假期20週年和莫斯科成為英雄城市時製作。

## 情節

### 甲部：《侵略》

#### 第一部分
納粹德國在法國取得勝利後，希特勒決定揮兵進攻蘇聯，由费多尔·冯·博克元帥負責領導德意志國防軍的中央集團軍。伊爾莎·施特貝、魯道夫·馮·舍利亞和理查·佐爾格告知蘇聯情報機關危險正臨近，但情報機關駁回他們的警告；蘇聯朱可夫元帅認為軍隊準備不足，被德米特里·巴甫洛夫指責制造恐慌。蘇聯紅軍軍官相信他們能夠在被入侵時立刻反擊；1941年6月22日，德國發起巴巴羅薩行動，成功壓倒蘇聯。

#### 第二部分
紅軍試圖抵抗連串攻擊，拼命地守住布列斯特要塞；蘇聯成功重奪葉利尼亞，但列昂尼德·彼得罗夫斯基中將卻在行動中陣亡。斯大林堅持保衛基輔，蘇軍損失慘重。

### 乙部：《颱風》

#### 第一部分
德軍進攻莫斯科，希特勒決定給予其「颱風行動」的代號；蘇聯間諜理查·佐爾格發現日本不會在1941年進攻蘇聯。德軍逼近莫斯科，在波羅底諾戰役取得勝利，又攻破了莫扎伊斯克的防線，而斯大林在莫斯科留下。

#### 第二部分
德軍抵達莫斯科郊區，但十月革命慶典仍一如既往地舉行。蘇聯女游擊隊員卓婭·科斯莫傑米揚斯卡婭被俘獲並處決，而將軍伊萬·瓦西里耶維奇·潘菲洛夫的二十八名衛兵戰鬥到最後一刻。羅科索夫斯基元帥乞求朱可夫元帥允許撤退，但朱可夫元帥拒絕；當一切似乎都落敗了，德軍因為嚴冬而陷於停頓；12月6日，蘇聯成功通過出動空軍、騎兵部隊、坦克部隊和雪地部隊反攻，迫使德軍撤退；希特勒因此責怪他手下的將領。

## 演員表
| 演員                    | 飾演                           | 中文配音 | 演員                  | 飾演                        | 中文配音 |
| ----------------------- | ------------------------------ | -------- | --------------------- | --------------------------- | -------- |
| 雅科夫·特里波利斯基     | 約瑟夫·斯大林                  | 周啟勳   | 阿納托利·尼基京       | 米哈伊爾·加里寧             |          |
| 尼古拉·扎蘇欣           | 維亞切斯拉夫·莫洛托夫          | 蓋文革   | 維亞切斯拉夫·伊澤頗夫 | 亞歷山大·謝爾巴科夫         | 周海涛   |
| 弗拉基米尔·特罗申       | 克利缅特·伏罗希洛夫            | 王明益   | 斯捷潘·米高揚         | 阿納斯塔斯·米高揚           |          |
| 葉甫根尼·諾維科夫       | 尼古拉·什维尔尼克              |          | 阿齊姆·彼得           | 阿道夫·希特勒               | 李揚     |
| 羅斯季斯拉夫·揚科夫斯基 | 瓦西裡·斯米爾諾夫              |          | 米哈伊爾·烏里揚諾夫   | 格奧爾基·朱可夫元帥         | 張雲明   |
| 亞歷山大·菲利潘科       | 德米特里·巴甫洛夫              | 蓋文革   | 布魯諾·弗罗因德利希   | 鮑里斯·沙波什尼科夫元帥     | 徐濤     |
| 尤里·雅科夫列夫         | 列昂尼德·彼得罗夫斯基將軍      |          | 尤奧扎斯·普德拉伊季斯 | 理查德·佐爾格               |          |
| 亞歷山大·戈洛博羅季科   | 康斯坦丁·羅科索夫斯基將軍      | 周志強   | 維塔利·羅茲斯塔爾洛伊 | 謝苗·鐵木辛哥元帥           | 里坡     |
| 埃馬努伊爾·葳拓更       | 政治委員葉菲姆·福明            |          | 列昂尼德·庫拉金       | 马克西姆·普尔卡耶夫將軍     |          |
| 列夫·普列格諾夫         | 德米特里·列柳申科將軍          | 吳俊全   | 伊琳娜·杉里奧娃       | 卓婭·科斯莫傑米揚斯卡婭     | 黃璐璐   |
| 伊琳娜·古巴诺娃         | 卓婭之母                       |          | 恩斯特·海澤           | 費多爾·馮·博克元帥          | 齊杰     |
| 康斯坦丁·斯捷潘科夫     | 伊萬·瓦西里耶維奇·潘菲洛夫將軍 | 張涵予   | 根納季·弗羅洛夫       | 季莫费·奧爾連科將軍         |          |
| 尼古拉·伊凡諾夫         | 維克多·波洛蘇欣上校            |          | 維克多·佐祖林         | 米哈伊爾·卡圖科夫將軍       |          |
| 瓦西裡·科尔尊           | 德米特里·里亞布舍夫將軍        |          | 尼古拉·克留奇科       | 維亞濟馬一名老伯            |          |
| 奧列格·斯特凡           | 曼奇中尉                       |          | 列昂尼德·耶夫季菲耶夫 | 瓦西裡·索科洛夫斯基將軍     |          |
| 亞歷山大·沃耶沃金       | 瓦西裡·柯魯奇可夫指導員        | 吳若甫   | 彼得·格列博夫         | 謝苗·布瓊尼元帥             |          |
| 尼古拉·沃爾科夫         | 米哈伊爾·基爾波諾斯將軍        |          | 亞歷山大·馬丁諾夫     | 伊凡·科佩茨將軍             |          |
| 鮑里斯·薛巴柯夫         | 米哈伊爾·羅曼諾夫將軍          |          | 瓦列裡·尤爾琴科       | 尼古拉·勃别尔政委           | 吳俊全   |
| 羅穆阿爾德斯·安坎斯     | 彼得·加夫里洛夫少校            |          | 弗拉基米爾·庫茲涅佐夫 | 尼古拉·瓦舒金斯將軍         |          |
| 鮑里斯·古阿沙可夫       | 德米特里·烏斯季諾夫將軍        |          | 格爾德·亨訥貝格       | 威廉·凱特爾元帥             |          |
| 尼古拉·沃爾科夫         | 米哈伊爾·基爾波諾斯將軍        |          | 尤里·古謝夫           | 弗拉基米爾·克里莫斯基克將軍 |          |
| 米克·米基韋爾           | 伊萬·科涅夫將軍                |          | 瓦列裡·卡倫           | 霍夫漢內斯·巴格拉米揚將軍   |          |
| 約阿希姆·托马舍夫斯基   | 君特·馮·克魯格元帥             | 赵守凯   | 埃里克·维尔德烈       | 海因茨·古德里安將軍         | 彭河     |
| 資料來源：              |                                |          |                       |                             |          |

## 製作
《莫斯科保衛戰》是尤里·奧澤羅夫继系列片《解放》和迷你電視劇集《自由戰士》後第三部關於第二次世界大戰的影視製作。政治壓力之下，奧澤羅夫不允許處理有關戰爭早期黑暗一頁的鏡頭，而《自由戰士》亦沒有提及蘇聯外的戰鬥。盟軍戰勝納粹德國40週年時，奧澤羅夫計劃製作關於戰爭第一階段的電影，從在1941年6月22日德軍入侵蘇聯講述到德軍在莫斯科附近戰敗。
有異於《解放》，奧澤羅夫最負盛名的作品《莫斯科保衛戰》是純粹的歷史電影，並沒有虛構的人物。飾演主角的演員大多在奧澤羅夫以往的作品中出現過，最顯著的例子為米哈伊爾·烏里揚諾夫，他在所有奧澤羅夫的作品也是飾演朱可夫元帥。《莫斯科保衛戰》的製作涉及近六萬名劇組。
操德語的演員通過德国电影股份公司與製作單位聯絡，而理查德·佐爾格被殺的場面是在Fafim的協助下於越南拍攝。謝爾蓋·魯堅科元帥是電影的首席軍事顧問，戰鬥場面則有紅軍軍人擔任演員。野外戰場面在捷克斯洛伐克拍攝；城鎮戰場面則攝於莫斯科，製作人員以炸毀莫斯科的殘磚敗瓦來模擬轟炸機攻擊建築物。
《莫斯科保衛戰》在莫斯科電影節首映。電影配樂由亞歷山德拉·巴赫慕托娃創作；主題曲《你是我的希望，你是我的快樂》由巴赫慕托娃及尼科莱·多布朗拉沃夫合撰，並由列夫·瓦列里揚諾維奇·列先科演唱。

## 評價
尤里·奧澤羅夫因執導《莫斯科保衛戰》而在1986年舉行於阿拉木圖的全蘇電影節贏得大獎，又取得亞歷山大·多夫任科金獎。
俄羅斯影評人亞歷山大·費奧多羅夫指電影是「奧澤羅夫的典型大規模戰爭片」，把斯大林描繪成英明的領袖、朱可夫元帥描繪成傑出的將領，又認為涉及坦克、飛機和大砲的戰鬥場景使人印象深刻。